# Robert Cray
Robert Cray (* 1. srpen 1953 Columbus, Georgie) je americký bluesový kytarista a zpěvák.

## Členové jeho doprovodné skupiny
- Robert Cray - kytara, zpěv
- Tony Braunagel - bicí
- Jim Pugh - klávesy
- Richard Cousins - baskytara

## Diskografie

### Alba
| Rok  | Album                                                         | U.S. Top Blues Albums Chart | U.S. Billboard 200 Chart | UK Albums Chart |
| ---- | ------------------------------------------------------------- | --------------------------- | ------------------------ | --------------- |
| 1980 | Who's Been Talkin'?                                           | -                           | -                        | -               |
| 1983 | Bad Influence                                                 | -                           | #143                     | -               |
| 1985 | False Accusations                                             | -                           | #141                     | #68             |
| 1985 | Showdown! (spolu s ním také Albert Collins a Johnny Copeland) | -                           | -                        | -               |
| 1986 | Strong Persuader                                              | -                           | #13                      | #34             |
| 1988 | Don't Be Afraid of the Dark                                   | -                           | #32                      | #13             |
| 1990 | Midnight Stroll                                               | -                           | #51                      | #19             |
| 1992 | I Was Warned                                                  | -                           | #103                     | #29             |
| 1993 | Shame + A Sin                                                 | -                           | #143                     | #48             |
| 1995 | Some Rainy Morning                                            | #2                          | #127                     | #63             |
| 1997 | Sweet Potato Pie                                              | #3                          | #184                     | -               |
| 1999 | Take Your Shoes Off                                           | #2                          | #181                     | -               |
| 2001 | Shoulda Been Home                                             | #2                          | -                        | -               |
| 2003 | Time Will Tell                                                | #3                          | -                        | -               |
| 2005 | Twenty                                                        | #2                          | -                        | -               |
| 2007 | Live from Across the Pond                                     | #1                          | -                        | -               |
| 2008 | Live at the BBC                                               | #7                          | -                        | -               |
| 2009 | This Time                                                     | #2                          | -                        | -               |
| 2010 | Cookin' in Mobile                                             | -                           | -                        | -               |
| 2012 | Nothin' but Love                                              | #7                          | -                        | #62             |